# Xinguan (köpinghuvudort i Kina, Hunan Sheng, lat 29,62, long 111,31)
Xinguan är en köpinghuvudort i Kina. Den ligger i provinsen Hunan, i den södra delen av landet, omkring 230 kilometer nordväst om provinshuvudstaden Changsha. Antalet invånare är 19 056. Befolkningen består av 9 591 kvinnor och 9 465 män. Barn under 15 år utgör 14,0 %, vuxna 15-64 år 73 %, och äldre över 65 år 12,0 %.
Runt Xinguan är det ganska tätbefolkat, med 172 invånare per kvadratkilometer. Närmaste större samhälle är Jiashan, 17,6 km sydost om Xinguan. I omgivningarna runt Xinguan växer huvudsakligen savannskog.
Genomsnittlig årsnederbörd är 1 697 millimeter. Den regnigaste månaden är september, med i genomsnitt 263 mm nederbörd, och den torraste är december, med 19 mm nederbörd.